# Thaumasura fera
Thaumasura fera är en stekelart som beskrevs av Girault 1932. Thaumasura fera ingår i släktet Thaumasura och familjen puppglanssteklar. Inga underarter finns listade i Catalogue of Life.